# Ivan Nikitič Romanov
Ivan Nikitič Romanov (russo Иван Никитич Романов; 1560 – 1º luglio 1640) era figlio di Nikita Romanovič Zachar'in-Jur'ev e della sua seconda moglie, e quindi fratellastro minore di Fëdor Nikitič Romanov e zio del primo zar della dinastia Romanov Michele I.
Durante la ricerca di un sovrano nel 1613 fu uno dei candidati al trono. Quando i cosacchi nel Zemskij Sobor spostarono i loro voti su suo nipote Michele, Ivan pare abbia detto loro: “Questo principe Michail Fëdorovič è ancora troppo giovane e non ancora pienamente maturo". Eletto il nipote, per le sue affermazioni non poté avere più alcun incarico di potere. Dalla moglie la principessa Uliana Feodorovna Litvinova-Massalaskaja ebbe:
- Nikita (circa 1607 – 1654), boiardo dal 1645
- Andrej (morto il 25 aprile 1609)
- Dmitrij (morto il 4 novembre 1611)
- Irina (morta il 10 settembre 1615)
- Praskovia (morta il 25 ottobre 1622)
- Ivan (morto il 30 luglio 1625)